# 粗紋馬鰏
粗紋馬鰏（学名：Equulites lineolatus）又名粗紋鰏，俗名“碗米仔”、“金錢仔”，為鰏科馬鰏屬的其中一個種。

## 分布
本魚分布於印度西太平洋區，包括東非、馬達加斯加、模里西斯、塞席爾群島、亞丁灣、紅海、波斯灣、馬爾地夫、巴基斯坦、印度、斯里蘭卡、孟加拉灣、安達曼海、泰國、越南、馬來西亞、柬埔寨、台灣、中國沿海、日本、韓國、菲律賓、印尼、澳洲、新幾內亞、馬里亞納群島、馬紹爾群島、帛琉、密克羅尼西亞、所羅門群島、諾魯、新喀里多尼亞等海域。

## 深度
水深12至35公尺。

## 特徵
本魚標準體長為體高2.5至3倍；幼魚體長約為體高3倍；頭長為眼徑之2.5至3倍。體背淡黃銀白，腹部銀白色，吻上端黑色。背側有不規則之暗色斑點。背鰭基部兩側各具一黑細紋。背鰭硬棘8枚、軟條16枚；臀鰭硬棘3枚、軟條14至15枚。體長可達15公分。

## 生態
本魚熱帶、亞熱帶近海暖水魚類。多活動於上層水域，攝食小型浮游生物。

## 經濟利用
屬於小型食用魚，通常煮薑絲湯，味道適宜。